# Yoshida Tatsuma
Tatsuma Yoshida (吉田 達磨 Yoshida Tatsuma, sinh ngày 9 tháng 6 năm 1974) cựu cầu thủ và huấn luyện viên bóng đá  người Nhật Bản. Ông từng là huấn luyện viên của đội tuyển Singapore từ năm 2019 đến 2021.

## Sự nghiệp câu lạc bộ
Yoshida Tatsuma đã từng chơi cho Kashiwa Reysol, Kyoto Purple Sanga và Montedio Yamagata.